# Peponocranium praeceps
Peponocranium praeceps là một loài nhện trong họ Linyphiidae.
Loài này thuộc chi Peponocranium. Peponocranium praeceps được František Miller miêu tả năm 1943.